# Polpraštevilo
Pólpráštevilo je v matematiki naravno število, ki je produkt dveh (ne nujno različnih) praštevil. Prva polpraštevila so (OEIS A001358):
4, 6, 9, 10, 14, 15, 21, 22, 25, 26, 33, 34, 35, 38, 39, 46, 49, 51, 55, 57, 58, ...
Vsak kvadrat poljubnega praštevila je polpraštevilo, tako da bo največje znano polpraštevilo vedno kvadrat največjega znanega praštevila, razen če prafaktorja polpraštevila nista znana. Razumljivo je, da se lahko dokaže, da je večje število polpraštevilo brez da bi poznali njuna prafaktorja, vendar se je to zgodilo za manjša polpraštevila.

## Značilnosti
Skupno število prafaktorjev  Ω(n) za polpraštevilo n je po definiciji enako 2. Polpraštevilo je kvadrat praštevila ali pa je deljivo brez kvadrata.
Za polpraštevilo n = pq je vrednost Eulerjeve funkcije φ (število pozitivnih celih števil manjših ali enakih n, ki so tuja n) še posebej preprosta, ko sta p in q različna:
φ(n) = (p − 1) (q − 1) = p q − (p + q) + 1 = n − (p + q) + 1.
Če sta drugače p in q enaka, je:
φ(n) = φ(p2) = (p − 1) p = p2 − p = n − p.
Koncept praštevilske funkcije ζ se lahko prilagodi na polpraštevila, kar vodi do definicij konstant, kot so:
{\displaystyle \sum _{\Omega (n)=2}{\frac {1}{n^{2}}}\approx 0,1407604\!\,} (OEIS A117543)
{\displaystyle \sum _{\Omega (n)=2}{\frac {1}{n(n-1)}}\approx 0,17105\!\,} (OEIS A152447)
{\displaystyle \sum _{\Omega (n)=2}{\frac {\ln n}{n^{2}}}\approx 0,28360\!\,} (OEIS A154928)